# Alex Sola López-Ocaña
Álex Sola López-Ocaña (nascut el 9 de juny de 1999), de vegades conegut com a Álex Ujía, és un futbolista professional basc que juga com a lateral dret al Getafe CF.

## Carrera de club
Sola va néixer a Sant Sebastià, Guipúscoa, País Basc, i va representar la Reial Societat quan era juvenil. Va fer el seu debut com a sènior amb el filial el 9 d'abril de 2017, començant en un empat a casa de Segona Divisió B 0-0 contra el Sestao River Club.
Sola definitivament va ser ascendit a l'equip B abans de la campanya 2017-18, i després va aparèixer regularment. Va debutar amb el seu primer equip i la Lliga el 16 de febrer de 2019, jugant els 90 minuts sencers en una derrota a casa per 3-0 contra el CD Leganés.
El 14 d'agost de 2019, Sola va renovar el seu contracte amb els Txuri-urdin fins al 2023, i immediatament va ser cedit al CD Numància de Segona Divisió per un any. Va marcar el seu primer gol com a professional el 22 de febrer següent, marcant el primer gol en una derrota per 2-1 a l'Albacete Balompié.
Sola va patir una lesió al genoll el juliol del 2020, va tornar a l'abril següent abans de tornar a ser baixa a l'agost. Va tornar a l'acció el gener de 2022, convertint-se posteriorment en titular habitual de Sanse abans de renovar el seu contracte fins al 2026 el 12 de maig.
El 2 d'agost de 2022, Sola va ascendir definitivament al primer equip de la Reial Societat, aconseguint-li la samarreta número 2.